# آرتور میین
آرتور میین (انگلیسی: Arthur Meighen؛ زاده ۱۶ ژوئن ۱۸۷۴ – درگذشته ۵ اوت ۱۹۶۰) یک سیاست‌مدار اهل کانادا بود.